# 加奈子的幸福殺手生活
《加奈子的幸福殺手生活》是日本漫畫家若林稔彌的日本漫畫作品。最初於2018年10月在作者的Pixiv帳號上以網路漫畫形式連載，之後於2019年4月開始在講談社的Twi4 X帳號及最前线官方網站上正式連載，漫畫的靈感來自編輯的建議，希望創作一部能夠讓「社畜感同身受、療癒身心」的作品。沒想到推出後獲得超乎預期的熱烈回響。故事講述日本的女性上班族西野加奈子擺脫黑心的職場環境後，在求職過程意外被殺手公司錄取，從此成為新進殺手延伸的相關事件。
5月12日，單行本第一集正式發行。截至2023年3月，單行本已出版7集。作品於2025年2月推出真人版電視劇改編。

## 劇情簡介
西野加奈子原本是一名普通的日本上班族，她在廣告代理商擔任办公室女职员，每天都要忍受主管的職場霸凌，長期累積的壓力讓她的身心不堪負荷，這使得加奈子決定裸辭（不找到新工作就直接離職）並另覓新職。她在求職網站上隨便投了幾份履歷，終於爭取到了一家公司的面試機會，直至親赴現場面試期間才發現該公司其實是一間職業殺手公司，過度驚愕的加奈子本打算臨陣脫逃，但在發現這家公司俱備諸如薪水高、福利制度完善優越、工時固定、還有年終獎金，員工之間氣氛融洽等符合她定義的夢幻企業特點後，她心動之餘被告知需要通過入職測驗進行狙殺任務，而目標正是先前欺凌她的前公司主管。
加奈子原先認為殺人是不可能完成的事情，但因為意外扣動了狙擊槍的扳機，使她最終一槍擊斃了前公司主管和順利完成測試，正式成為職業殺手。從此，她開啟了超反差的雙重人生，一邊適應著當殺手的新生活，一邊也在這個意外進入的職場中尋找自己的生存之道。

## 登場角色

### 殺手公司
西野伽菜子（演：Non）
本作的女主角。原本是個在廣告公司擔任小職員的普通女性上班族，在職期間每天過著遭受主管職場霸凌的生活，使她的身心負荷達到極限並最終決定裸辭。由於學生時期曾經遭受校園霸凌拒學當過繭居族與在前任公司的工作經歷，養成迴避眾人注目的特質、紀錄指定目標言行的習慣與同理犯罪受害者的心態，經常運用相關特質在工作上解決問題。此外，她在對話或個人獨白時常莫名帶入動物相關的梗，本身缺乏戀愛經驗以至於對自身或他人的情愫較為鈍感，常讓旁人啼笑皆非。喜歡電影、動漫畫和遊戲，不擅家務。真人影片版第一集中有求職履歷特寫鏡頭，顯示她名字中的カナコ漢字為「伽菜子」。
故事前期因為意外踏進殺手公司進行面試，陰錯陽差狙殺前公司主管通過入職測驗，她才發現自己其實有當職業殺手的資質，尤其擅長潛行與隱藏氣息，加上執行任務期間時常出現推進任務完成的意外插曲，這讓她迅速成為業界傳說級的人物，還被黑社會與警界相關人士代稱作「K」。然而在暗殺過程容易高調行動與不擅掩飾目標死亡狀態，使她常招致社長的責備，連黑社會和警方也將其列為追緝目標。入職後的心態逐漸從容易牴觸殺人轉為「幫助遇見麻煩的委託者或被害者殺人」和「殺盡不講理的人們」，為了減重和工作的體能需求開始鍛鍊自身。她在業界日益累積的功績讓公司的委託和營業業績跟著增長，拜個人時間和收入增加所賜連帶改善個人的生活，決定過著不需過度壓抑的生活，同時擔憂自己的殺手身份被親友知曉帶來負面影響。
伽菜子隨著和櫻井多度執行任務逐漸在乎對方，期間被竹原刑警和細美先後追求，但和後兩者的關係均受職業因素和觀念分歧影響告終，後來在櫻井被利伏擊重傷住院期間正式確認彼此心意。角色名字的靈感來自日本人氣歌手西野加奈。
櫻井（演：藤谷太輔）
全名「櫻井和（桜井和）」。加奈子的殺手前輩。平常為人淡漠，一旦認可某人便會交派任務。櫻井原為出身不明的孤兒，自幼便被殺手公司社長收養，經由後者訓練培育殺手技能，同時體認社長會在有必要時將自己滅口的覺悟。過去曾經是利的單戀對象，但由於在後者準備離開組織時拒絕被她挖角，被對方射殺未遂讓她趁機逃走，對利觀感欠佳。
櫻井在加奈子入職後負責訓練她行動準則和作戰技巧，起初他對身為新人的加奈子非常不信任，甚至覺得她根本不適合當殺手，但隨著長期共事逐漸發現加奈子的潛力和資質，內心暗地期待她成長之餘，待人處事方面逐漸變得相對圓滑，也對她產生同僚以上的情分，為此提醒她千萬不可和警界人員過從甚密，甚至出面干預加奈子和竹原刑警的來往。櫻井後來在聖誕節向加奈子坦言自身想法，被利伏擊重傷住院期間正式和加奈子確認彼此心意。角色名字的靈感來自日本搖滾樂團Mr.Children主唱櫻井和壽。
殺手公司社長（演：渡部篤郎）
殺手公司的老闆，經營公司多年，眼光毒辣重視人才。秉持「殺手不作賺不到錢的工作」、「不可在工作外實行殺人」的原則，基於謀生從事殺手業。由於結婚成家的影響使他著手改革公司制度，同時對任何嘗試探聽妻子相關情報的人員格殺無論。故事前期事先調查獲知加奈子遭受前公司主管職場欺凌的經歷，看出她是個天才級的殺手並指派對方狙殺前公司主管，是讓加奈子投身殺手職涯的關鍵人物。雖然讚賞加奈子的天賦和樂於見證其成長，但有鑑於殺手需要低調行事減少曝光機會的考量，經常為她的任務成果容易引人注目感到頭痛，經過轉念要求她「成為傳說」。雖然是黑社會人物，但其實非常有領導力，為人處事被殺手公司相關人員公認為「超級好老闆」、連加奈子也評價為遠勝前任公司主管數倍的核心人物。後由於加奈子殺死敵對組織殺手細美一事，正式搬遷公司。

### 次要角色
吉岡清美（演：菅井友香）
加奈子國中的老同學，學生時期曾任學生會長，但自述過往戀愛經歷均以被甩告終，現在是在國中任教的老師兼加奈子唯一的普通人朋友。她雖然對加奈子的工作內容一無所知，但一直默默支持她，受工作的影響開始反思近代青少年族群的價值觀和行動。由於被同校的已婚男教師藉職權之便騷擾強吻，使得加奈子聯合「7」介入此事解決該名男教師。角色名字的靈感來自日本音樂團體生物股長主唱吉岡聖惠。
加奈子的媽媽（演：木村多江）
目前一個人住在老家，非常關心加奈子的狀況，經常打電話問她的工作近況。盡管加奈子試著向母親隱瞞實情，但母親已經隱約察覺加奈子的現任工作似乎另有蹊翹。
竹原一夫（演：矢本悠马）
任職京濱署的年輕刑警，是個不善撒謊的老實人。特攝片愛好者。過往曾交往的女性均無一例外接觸犯罪事件，為理解行為動機立志從警。故事前期由於接連出現他殺命案找上加奈子調查，開始對她產生好感但對其身為殺手一事不知情，連帶讓櫻井出面阻止他和加奈子的往來。後由於加奈子表明不願再恬然接受其好意而終止雙方的關係，仍持續留意加奈子和「K」的動態。
大森（演：山崎紘菜）
任職京濱署的女性刑警，外型亮麗，工作態度正經。對身為同僚的竹原抱有好感，但對其經常藉公事職權之便邀約加奈子不以為然，隨劇情推進開始懷疑加奈子的身份。後來藉著酒聚向竹原告白，被竹原以需要時間調整為由婉拒。
黑道老大（演：菅田俊）
加奈子偶然認識的黑社會組織領導者，經常透露有關「K」的動態且將其列為追殺目標，但對加奈子便是「K」一事不知情。在櫻井被利伏擊射傷事件裡，運用人脈委託密醫救治櫻井。
細美武（演：鹽野瑛久）
有著醒目金髮的美青年殺手，是「7」的兄長。細美自幼年時期便接受殺手相關訓練，日常生活對人展現開朗溫柔的性格，但在執行任務時會變得冷酷，私底仍有渴望著普通人幸福的一面。
本篇中細美因為執行追殺「K」的任務，認出加奈子是傳聞的殺手「K」並開槍射傷她，但由於櫻井出面解危而罷手脫逃。隨劇情推進對加奈子從普通人投身殺手行業仍能保持普通人性感到好奇，以對方搬遷至其租屋處隔壁成為鄰居為契機，藉故親近和向她提出交往成為情侶關係，準備痛下殺手，但被加奈子發現在租屋處藏匿的槍械和殺手公司相關人士照片資料導致身分曝光，提出求婚兼顧金盆洗手的想法。最終細美與加奈子在攤牌過程中體認各自觀念分歧，開槍射殺她未果，被加奈子忍痛反殺。事後加奈子從社長敘述獲知細美所屬的組織尚未派人前來追擊，理解他認真考慮退出殺手業的實情，其遇害事件導致加奈子一度陷入低潮期，成為殺手公司遷址和「7」執著找出「K」的轉折點。
利
女性殺手，昔日曾經是殺手公司的員工，單戀櫻井，由於不認同將普通人列為招攬殺手業務的構思，請櫻井跟她離開公司被拒絕，嘗試殺害對方失敗後獨自離職成為自由殺手。因為執行追殺地痞的任務和加奈子相遇，與之交好的同時推薦她參加殺手聯誼。後來在聖誕節隔天伏擊櫻井令他負傷住院，導致櫻井為徹底解決事端偕同加奈子設局誘導利，她則在赴約時理解櫻井在乎加奈子的想法，失戀之餘試圖狙殺加奈子，被加奈子以「也很喜歡沒有任何偽裝的利」勸說動搖，最終在被結衣花、「7」牽制行動的狀態，遭加奈子忍痛持槍射殺，事後由趕來現場的櫻井協助善後處理遺體。
結衣花
加奈子在殺手聯誼認識的女性殺手，因為自幼飽受父母的家庭暴力，過著需要察言觀色的生活，養成欠缺感情起伏不期盼他人的性格和擅於判讀人心的觀察力，精於蒐集目標情報。17歲時因為殺害父母擺脫被虐待的處境被警方追緝，以此機緣成為殺手，在外行動使用「花田結衣」的假身分。後來和加奈子交好並同時立定殺害「K」的目標，協助伏擊櫻井的利逃亡，加入加奈子等人所屬的殺手公司。
「7」
加奈子在殺手聯誼認識的女性殺手，是細美武的妹妹，自幼年時期便接受殺手相關訓練，對殺害兄長的「K」懷有恨意。在利伏擊櫻井後，為威脅加奈子化名「娜娜」借宿清美的住處，準備向加奈子套出「K」的情報並請利、結衣花聯手，但由於利與加奈子在談判過程和解未能如願，也在過程中關切著清美。

## 出版書籍
| 卷數 | 星海社         | 星海社                 | 青文出版社    | 青文出版社             |
| 卷數 | 發售日期       | ISBN                   | 發售日期      | ISBN                   |
| ---- | -------------- | ---------------------- | ------------- | ---------------------- |
| 1    | 2019年5月12日  | ISBN 978-4-06-515710-7 | 2021年9月29日 | ISBN 978-986-537-783-0 |
| 2    | 2019年10月26日 | ISBN 978-4-06-517534-7 | 2021年9月29日 | ISBN 978-626-303-589-8 |
| 3    | 2020年4月13日  | ISBN 978-4-06-519411-9 | -             | —                      |
| 4    | 2020年10月12日 | ISBN 978-4-06-521286-8 | -             | —                      |
| 5    | 2021年4月30日  | ISBN 978-4-06-523197-5 | -             | —                      |
| 6    | 2021年11月8日  | ISBN 978-4-06-525818-7 | -             | —                      |
| 7    | 2023年3月8日   | ISBN 978-4-06-527760-7 | -             | —                      |

## 電視劇
《加奈子的幸福殺手生活》將改編為真人版電視劇，並於2024年5月7日正式宣布製作消息。該劇由英勉執導，主演包括能年玲奈與藤谷太輔等人，齋藤飛鳥擔任劇中動物配音，於2025年2月28日起在DMM TV首播。

## 評價
《加奈子的幸福殺手生活》在2020年榮獲Honya Club全國書店店員推薦漫畫第15名。